# Ramandrug
Ramandrug, Ramanmalai o Ramadurgam fou un antic sanatori britànic enclavat al principat de Sandur avui a Karnataka, però del qual el sobirà va cedir la jurisdicció judicial a la presidència de Madras i l'administració interna estava sota control del col·lector de Bellary. Estava a una altura de poc més de 1000 metres sobre el nivell de la mar i a uns 435 metres del peu de la muntanya, a 15° 08′ N, 76° 30′ E / 15.133°N,76.500°E. Es va construir al costat d'un poble i una fortalesa amb el mateix nom, que hauria rebut el nom del poligar Komara Rama, que va esdevenir heroi popular. El sanatori es va construir el 1855.